# Передовое (Донецкая область)
Передовое (укр. Передове) — посёлок в Волновахском районе Донецкой области Украины.
Население по переписи 2001 года составляло 138 человек. Почтовый индекс — 85760. Телефонный код — 6244. Код КОАТУУ — 1421586802.

## История
В 1945 г. Указом Президиума ВС УССР хутор Форвертс переименован в Передовой.

## Местный совет
85760, Донецька обл., Волноваський р-н, с. Рівнопіль, вул. Донецька, 43 (укр.)